# Provincia Pavia
Pavia este o provincie în regiunea Lombardia în Italia.